# Chenon
Chenon é uma comuna francesa na região administrativa da Nova Aquitânia, no departamento de Charente. Estende-se por uma área de 10,48 km². Em 2010 a comuna tinha 136 habitantes (densidade: 13 hab./km²).